# Kōkaku no regios
Kōkaku no Regios (鋼殻のレギオス, Kōkaku no Regiosu) est une série de light novels écrite par Shūsuke Amagi et illustrée par Miyū. Elle est publiée entre 2006 et 2013 et comporte 25 tomes édités par Fujimi Shobo. Plusieurs adaptations en mangas sont publiées à partir de 2007, ainsi qu'une adaptation en anime par le studio Zexcs en 2009.

## Trame

### Histoire
Lors de son arrivée à Zuellni, Layfon est témoin d'un combat entre deux étudiants des Arts Militaires. Il s'interpose afin de secourir une élève. Le directeur décide alors de l'intégrer à l'une des sections combattantes afin de protéger la cité. C'est le début d'une série d'événements étranges...

### Personnages
- Layfon Alseif

Dite : Double configuration : Épée, Fils de Kei
Il habitait auparavant la cité Grendan "la Lance Fortifiée". C'est un ancien porteur d'épée céleste qui dut abandonner son titre à la suite de combats clandestins. Il s'est exilé à Zuellni dans l'espoir d'échapper aux combats qui semblent le rebuter. De par ses capacités, il sera contraint d'intégrer la section XVII afin de protéger la cité des Contaminés. En tant que porteur d'épée céleste, son kei est monstrueux.
- Nina Antalk

Dite : Deux tonfas
Elle commande la section XVII. Elle fut autrefois sauvée par une fée électronique qui donna sa vie pour elle. Depuis, elle veut absolument devenir plus forte pour protéger Zuellni, la fée électronique qui alimente la cité. Elle s'entend d'ailleurs très bien avec cette dernière. L'arrivée de Layfon la fera douter de ses propres capacités.
- Sharnid Elipton

Dite : 01- Fusil de Précision, 02- Paire de pistolets
C'est le sniper du groupe. Il est principalement chargé de couvrir ses collègues pendant les matchs inter-sections. Il est aussi assez doué en combat rapproché grâce à ses deux pistolets. Il est très populaire auprès des filles, mais son comportement blasé laisse perplexe. Il faisait partie d'une autre section mais a été transféré à la suite d'un incident avec son ancien commandant.
- Felli Loss

Dite : Pétales de fleur
C'est la psychokinestésiste du groupe. Elle collecte les données et informe ses collègues sur le terrain. Sa capacité est très élevée et peut, à l'occasion, être utilisée comme arme. Les pétales de son Dite se dispersent et servent de transmetteurs télépathiques, mais également de senseurs pour les formes de vie. Elle est assez repliée sur elle-même et montre rarement ses émotions. Elle déteste son frère car il est prêt à utiliser n'importe qui pour défendre la cité.
- Harley Sutton

C'est le technicien responsable des Dites au sein de la XVIIe section. Il récolte les données des combats afin de paramétrer les Dites pour une utilisation optimale. Il est très doué dans son domaine. C'est un ami d'enfance de Nina.
- Gorneo Luckens

Il est originaire de Grendan. Son frère fait partie des porteurs d'épées céleste. Parce qu'il a mutilé son maître lors du combat de sélection, Gorneo voue une certaine haine à Layfon. Il commande la section V. Il est certainement le militaire le plus puissant, excepté Layfon et Vanze.
- Shante

Dite : Lance
Elle a l'apparence d'un chat. C'est en quelque sorte le lieutenant de Gorneo. Son kei est de type feu. Layfon reconnait que son kei est élevé, Gorneo ira même jusqu'à dire qu'il l'est plus que le sien.
- Din Dee

Dite : Dix pointes contrôlées par fils
Il dirige la Xème section. C'était un ami de Sharnid mais ils sont restés en froid après que ce dernier a quitté la section. Dans le but de protéger la cité, il aura recours aux Overloads puis il hébergera l'Haikizoku. Lorsque ce dernier lui sera retiré, il restera dans un état végétatif.
- Sheena, Darsiena-Che-Matelna

Dite : Hampe
Elle faisait partie de la Xe section jusqu'à sa dissolution. C'est aussi une amie de Din et Sharnid. Elle rejoindra la XVIIe section, d'abord en remplacement de Layfon, puis à titre permanent.
- Vanze

Il dirige la Ire section. C'est le second plus puissant militaire après Layfon. Il est aussi le second de Karian.
- Karian Loss

Il dirige Zuellni. C'est le frère ainé de Feri. Il est prêt à tout pour préserver la cité. Et bien qu'il ne le montre pas, il se soucie énormément de sa sœur.
- Haier Sullivan

Dite : Katana
C'est le troisième dirigeant du clan de mercenaire Sullivan. Il est originaire de Grendan. Son maître était le frère du maître de Layfon, ils ont donc appris le même style de combat. Il affrontera Layfon car celui-ci aura réussi à faire sourire son maître.

## Univers
Dans un monde post-apocalyptique, contaminé et stérile, les habitants survivent dans d'immenses cités mobiles appelées Regios. Les cités disposent toutes d'un corps militaire qui lutte contre les intrusions des Contaminés, de dangereux parasites qui menacent les Regios. Ces "soldats" utilisent des Dites et leur kei pour combattre.

### Termes techniques
- Regios

Il s'agit des cités qui hébergent les habitants du monde. Elles se présentent sous la forme d'un dôme sur huit pattes. La partie supérieure abrite la cité tandis que la partie inférieure cache la machinerie nécessaire à son fonctionnement. Les bouclier joue plus le rôle d'un filtre anti-contamination que bouclier physique. Il ne peut repousser longtemps les Contaminés. Les cités sont alimentées par une fée électronique qui gère également le déplacement et évite les nids de Contaminés.
On différencie les cités Scolaires - à prédominance scolaire - des cités Générales - à prédominance militaire.
- Fée électronique

C'est l'âme de la cité et ce qui lui permet de se mouvoir et d'éviter les Contaminés. Les fées électroniques donnent leur nom à la cité qu'elles protègent. Elle dispose d'énormément de pouvoir. Ce sont en quelque sorte les esprits sacrés des Regios.
- Haikizoku

Il s'agit d'une fée électronique dont la cité a été détruite par les Contaminés. Le Haikizoku aspire à la vengeance et à la destruction et investit une personne dotée d'une forte volonté de protéger sa cité. Il possède une puissance supérieure à une simple fée électronique. Sa présence dans une cité "vivante" provoque problèmes et dérèglements. Le seul connu actuellement ressemble à un immense bouc doré.
- Sélénium

C'est un minerai nécessaire au fonctionnement de la cité. Il est aussi important que la fée électronique. À chaque match inter-cités, le gagnant s'empare d'une mine de son adversaire.
- Dite

Il s'agit d'instruments de combat destinés aux militaires. Un Dite se présente sous la forme d'un petit rectangle de la taille d'un étui à lunette. Pour l'activer, il suffit de dire "Restauration". Le Dite se déploie alors et prend sa forme complète. Les Dites peuvent être configurés pour recevoir plusieurs activation (Layfon) et s'adapter à l'usage de son propriétaire. Les Dites ne supportent pas tous la même puissance et certains s'avèrent trop fragiles pour les militaires trop puissants.
- Épées Céleste

Il s'agit de Dites spéciaux, au nombre de douze, que Grendan destine à ses plus puissants militaires. Il est dit que les porteurs d'épée céleste ont un kei si élevé qu'on les considère plus comme des monstres. C'est pourquoi Layfon détruit tous ses Dites.
- Contaminés

Il s'agit d'organismes vivants ayant muté à la suite de la contamination du monde extérieur. Les plus faibles sont très résistants et puissants. Les cités les évitent car, même en petit nombre, ils peuvent submerger et détruire un Regios. Les formes adultes sont les plus puissantes, et seules les cités générales peuvent espérer s'en défaire. Les cités scolaires sont les plus vulnérables aux Contaminés.

### Regios
- Zuellni

Cité Scolaire. C'est la principale cité de l'anime. Sa fée électronique ressemble à une petite fille toute bleue. Elle est très faible avant l'arrivée de Layfon puisqu'elle ne possède plus qu'une seule mine de Sélénium. Elle a développé un canon à Kei, le Canon Kei-Ra, afin de lutter plus efficacement contre les Contaminés. Nina est très liée à Zuellni (fée et cité).
- Grendan, la Cité de la Lance Fortifiée

Cite Générale. C'est la plus puissante cité générale, et par extension de toutes les cités. Elle abrite les douze porteurs d'épée céleste. C'est la cité d'origine de Layfon et Gorneo.
- Myath

Cité Scolaire. Nina s'y retrouva après avoir récupéré le Haikizoku. Plus tard, la cité affrontera Zuellni mais quittera la zone avant le début du match avec l'arrivée de Grendan.
- Gand Weria

Cité Scolaire. Cette cité s'est battue contre Zuellni dans le passé et a remporté le combat, mais il s'avère qu'elle fut attaqué par des contaminés puis désertée par ses habitants. Une fois la cité détruite, la fée de la cité, un bouc doré, deviendra par la suite le Haikizoku